# Betriebswirtschaftskolleg Vilnius
Das Betriebswirtschaftskolleg Vilnius (lit. Vilniaus verslo kolegija) ist eine private Hochschule für Betriebswirtschaft in der litauischen Hauptstadt Vilnius. Das Kolleg befindet sich im Stadtteil Šnipiškės. Gründerin und Leiterin ist Jolanta Skirgailė.

## Geschichte
1989 wurde das E.-Rastenienė-Kolleg für Sprachen und Management (E. Rastenienės kalbų ir vadybos kolegija) errichtet. 2001 wurde es zur Hochschule. Seit 2007 wird der Grad Berufsbachelor in Philologie, Informatik, Management und Business Administration verliehen. 2013 gab es 85 Mitarbeiter.